# Мало Лаоле
Мало Лаоле је насеље у Србији у општини Петровац на Млави у Браничевском округу. Према попису из 2022. било је 520 становника.
Овде се налазе Воденица Добрила Ивковића, Кућа Јована Рајића, Запис Добрилин дуд (Мало Лаоле), Запис Рајића дуд (Мало Лаоле), Запис Зоранов дуд (Мало Лаоле).

## Порекло становништва
Оснивачи села су породице: Дели-Милићи и Саздановићи славе св. Јована, обе су породице досељена са Косова и Ђуричићи који су досељени из Крајине.
Према пореклу ондашње становништво Мале Лаоле из 1903. године може се овако распоредити:
- Косовско-метохијских досељеника има 2 породице са 55 куће.
- Тимочко-крајинских досељеника има 5 породице са 49 куће.
- Са Хомоља има 1 породица са 5 куће.
- Шумадијских досељеника има 1 породица са 5 куће. (подаци датирају из 1903. године)[1]

## Демографија
У насељу Мало Лаоле живи 504 пунолетна становника, а просечна старост становништва износи 42,8 година (41,3 код мушкараца и 44,2 код жена). У насељу има 182 домаћинства, а просечан број чланова по домаћинству је 3,49.
Ово насеље је великим делом насељено Србима (према попису из 2002. године), а у последња три пописа, примећен је пад у броју становника.
|  |

| Демографија | Демографија | Демографија |
| Година      | Становника  | Становника  |
| ----------- | ----------- | ----------- |
| 1948.       | 978         |             |
| 1953.       | 1.004       |             |
| 1961.       | 1.015       |             |
| 1971.       | 967         |             |
| 1981.       | 937         |             |
| 1991.       | 918         | 780         |
| 2002.       | 635         | 840         |
| 2011.       | 571         |             |

| Етнички састав према попису из 2002.‍ | Етнички састав према попису из 2002.‍ | Етнички састав према попису из 2002.‍ | Етнички састав према попису из 2002.‍ | Етнички састав према попису из 2002.‍ |
| ------------------------------------ | ------------------------------------ | ------------------------------------ | ------------------------------------ | ------------------------------------ |
|                                      |                                      |                                      |                                      |                                      |
| Срби                                 | Срби                                 |                                      | 631                                  | 99,37%                               |
| Румуни                               | Румуни                               |                                      | 2                                    | 0,31%                                |
| Хрвати                               | Хрвати                               |                                      | 1                                    | 0,15%                                |
| непознато                            | непознато                            |                                      | 1                                    | 0,15%                                |

| Година пописа     | 1948. | 1953. | 1961. | 1971. | 1981. | 1991. | 2002. |
| ----------------- | ----- | ----- | ----- | ----- | ----- | ----- | ----- |
| Број домаћинстава | 230   | 225   | 225   | 215   | 216   | 199   | 182   |

| Број чланова      | 1  | 2  | 3  | 4  | 5  | 6  | 7  | 8 | 9 | 10 и више | Просек |
| ----------------- | -- | -- | -- | -- | -- | -- | -- | - | - | --------- | ------ |
| Број домаћинстава | 42 | 23 | 30 | 27 | 30 | 16 | 10 | 3 | 1 | 0         | 3,49   |

| Пол    | Укупно | Неожењен/Неудата | Ожењен/Удата | Удовац/Удовица | Разведен/Разведена | Непознато |
| ------ | ------ | ---------------- | ------------ | -------------- | ------------------ | --------- |
| Мушки  | 257    | 79               | 147          | 22             | 9                  | 0         |
| Женски | 275    | 56               | 136          | 70             | 12                 | 1         |
| УКУПНО | 532    | 135              | 283          | 92             | 21                 | 1         |

| Пол    | Укупно                    | Пољопривреда, лов и шумарство | Рибарство                            | Вађење руде и камена | Прерађивачка индустрија       |
| ------ | ------------------------- | ----------------------------- | ------------------------------------ | -------------------- | ----------------------------- |
| Мушки  | 151                       | 95                            | 0                                    | 0                    | 2                             |
| Женски | 117                       | 96                            | 0                                    | 0                    | 0                             |
| УКУПНО | 268                       | 191                           | 0                                    | 0                    | 2                             |
| Пол    | Производња и снабдевање   | Грађевинарство                | Трговина                             | Хотели и ресторани   | Саобраћај, складиштење и везе |
| Мушки  | 5                         | 6                             | 16                                   | 3                    | 4                             |
| Женски | 0                         | 0                             | 9                                    | 1                    | 0                             |
| УКУПНО | 5                         | 6                             | 25                                   | 4                    | 4                             |
| Пол    | Финансијско посредовање   | Некретнине                    | Државна управа и одбрана             | Образовање           | Здравствени и социјални рад   |
| Мушки  | 2                         | 2                             | 5                                    | 4                    | 2                             |
| Женски | 1                         | 0                             | 0                                    | 5                    | 5                             |
| УКУПНО | 3                         | 2                             | 5                                    | 9                    | 7                             |
| Пол    | Остале услужне активности | Приватна домаћинства          | Екстериторијалне организације и тела | Непознато            | Непознато                     |
| Мушки  | 0                         | 0                             | 0                                    | 5                    | 5                             |
| Женски | 0                         | 0                             | 0                                    | 0                    | 0                             |
| УКУПНО | 0                         | 0                             | 0                                    | 5                    | 5                             |